# 바오 (프로게이머)
바오(본명: 정현우, 2001년 9월 20일 ~ )는 대한민국의 리그 오브 레전드 프로게이머로 아이디는 BAO이다. 포지션은 AD 캐리이다.

## 선수 생활
2021시즌을 앞두고 DRX의 1군팀으로 콜업되면서 프로 커리어를 시작했다. 2021 스프링 시즌 팀의 주전 원딜러로 활동하면서 팀의 포스트시즌 진출에 기여했다. 서머 시즌에서는 팀이 좋지 못한 모습을 보이는 가운데 함께 좋지 못한 모습을 보여주었다. 2021년 7월 5일, 2군으로 샌드다운되었다. 2군 리그에서는 주전으로 활동하면서 팀의 2군리그 플레이오프 진출에 기여했다. 2021시즌 종료 이후 팀에서 퇴단했다.
2022년 서머 시즌 중반 1907 페네르바흐체 e스포츠에 입단했다. 입단 이후 팀의 서머 시즌 준우승에 기여했다.

## 소속팀
| # | 팀명                      | 소속 기간               | 소속 리그 | 비고 |
| - | ------------------------- | ----------------------- | --------- | ---- |
| 1 | DRX                       | 2020.11.28 ~ 2021.12.21 | LCK       |      |
| 2 | 1907 페네르바흐체 e스포츠 | 2022.06.29 ~            | TCL       |      |

## 수상 내역
- 2019년 대통령배 전국 아마추어 e스포츠 대회 우승
- LCK 아카데미 시리즈 2020 8월 대회 우승
- LCK 아카데미 시리즈 9월 대회 준우승